# Remember (album Big Bangu)
Remember – drugi koreański album studyjny południowokoreańskiej grupy Big Bang, wydany 5 listopada 2008 roku przez YG Entertainment.
W przedsprzedaży zamówiono ponad 200 tysięcy kopii albumu. Utwór Byulkeun Noeul (Sunset Glow) (kor. 뷹은 노을 (Sunset Glow)), pierwotnie wykonywany przez Lee Moon-sae, posłużył jako główny singel promujący wydawnictwo. Podczas KBS Music Festival w 2008 roku Big Bang wykonał utwór razem z Lee Moon-sae.

## Lista utworów
| CD  | CD                                                                       | CD                      | CD                                                        | CD              | CD      |
| Nr  | Tytuł utworu                                                             | Tekst                   | Słowa i muzyka                                            | Produkcja       | Długość |
| --- | ------------------------------------------------------------------------ | ----------------------- | --------------------------------------------------------- | --------------- | ------- |
| 1.  | „Intro (Everybody Scream)” (kor. 모두 다 소리쳐 Modu Da Sorichyeo)       | G-Dragon                | G-Dragon, Kush                                            | Kush, DJ Wreckx | 1:44    |
| 2.  | „O.A.O.” (kor. 오.아.오. (O.A.O.))                                       | G-Dragon                | G-Dragon, John Larkin, Antonio Nunzio Catania, Teddy Park | Teddy           | 3:46    |
| 3.  | „Byulkeun Noeul (Sunset Glow)” (kor. 붉은 노을 (Sunset Glow))            | G-Dragon, Lee Hyung-hon | Lee Hyung-hon, G-Dragon, Teddy                            | Teddy           | 3:24    |
| 4.  | „Banjjak Banjjak (You Are My Light)” (kor. 반짝 반짝 (You Are My Light)) | Kush                    | Kush                                                      | Kush            | 3:38    |
| 5.  | „Strong Baby” (Seungri solo)                                             | G-Dragon                | G-Dragon Jr Groove                                        | JR Groove       | 3:43    |
| 6.  | „Wonderful”                                                              | G-Dragon                | G-Dragon, Brave Brothers, Teddy                           | Teddy           | 3:28    |
| 7.  | „Meongcheonghan Sarang (Foolish Love)” (kor. 멍청한 사랑 (Foolish Love)) | G-Dragon                | Kush, Choi Kyu-sung                                       | Kush            | 4:02    |
| 8.  | „Haru Haru”” (kor. 하루하루) (wer. akustyczna)                           | G-Dragon                | G-Dragon, Daishi Dance                                    | Kush            | 4:41    |
| 9.  | „Geojitmal (Lie)” (kor. 거짓말 (Lie))                                    | G-Dragon                | G-Dragon                                                  | G-Dragon        | 3:28    |
| 10. | „Last Farewell (Remix)” (kor. 마지막 인사 Majimak Insa)) (Remix)         | G-Dragon                | G-Dragon, Brave Brothers                                  | Kush            | 4:02    |
| 11. | „Remember”                                                               | Yang Hyun-suk           | Teddy Park, Walt Anderson                                 | Teddy           | 3:19    |